# Jun Endō
Jun Endō (jap. 遠藤 純, Endō Jun; * 24. Mai 2000 in Shirakawa) ist eine japanische Fußballnationalspielerin.

## Karriere

### Verein
Endō spielte in der Jugend für die JFA Academy Fukushima. Sie begann ihre Karriere bei Nippon TV Beleza. Im Dezember 2021 erhielt sie einen Zweijahresvertrag beim neuen NWSL-Team Angel City FC.

### Nationalmannschaft
Mit der japanischen U-16-Nationalmannschaft qualifizierte sie sich als Zweite der U-16-Asienmeisterschaft 2015 für die U-17-Weltmeisterschaft der Frauen 2016, wo die Japanerinnen das Finale erreichten und mit 4:5 im Elfmeterschießen gegen Nordkorea verloren. Endō erzielte zwei Tore in den Gruppenspielen und ein Tor im Viertelfinale. Mit der japanischen U-19-Nationalmannschaft qualifizierte sie sich durch den Gewinn der U-19-Asienmeisterschaft, bei der sie ein Tor erzielte, für die U-20-Weltmeisterschaft der Frauen 2018, bei der die  Japanerinnen erstmals den Titel gewannen. Endō erzielte je ein Tor im Viertelfinale gegen Deutschland und Halbfinale gegen England.
Endō wurde 2019 in den Kader der japanischen Nationalmannschaft berufen und kam beim SheBelieves Cup 2019 zum Einsatz. Sie wurde in den Kader der Weltmeisterschaft der Frauen 2019 berufen. Bei der WM kam sie im ersten Gruppenspiel gegen Argentinien in der 74. Minute ins Spiel, konnte am torlosen Endstand aber auch nichts mehr ändern. Im zweiten Gruppenspiel gegen WM-Neuling Schottland stand sie in der Startelf, wurde aber nach 66 Minuten beim Stand vob 2:0 ausgewechselt (Endstand: 2:1). Im dritten Gruppenspiel gegen England, stand sie auch in der Startelf, wurde aber in der 85. Minute, eine Minute nach dem 0:2 ausgewechselt, bei dem es auch blieb. Im Achtelfinale gegen die Niederlande, das mit 1:2 verloren wurde, kam sie nicht zum Einsatz. Es folgten zwei Einsätze beim Gewinn der Ostasienmeisterschaft 2019.
Beim 5:1-Sieg gegen Mexiko am 13. Juni 2021 erzielte sie ihr erstes Tor für die Nadeshiko zum 5:1-Endstand.
Sie wurde auch für die wegen der COVID-19-Pandemie um ein Jahr verschobenen Olympischen Spiele in Tokio  nominiert. Bei den Spielen wurde sie in allen vier Spielen jeweils eingewechselt. Ihre Mannschaft schied im Viertelfinale gegen den späteren Silbermedaillengewinner Schweden aus.
Für die Asienmeisterschaft im Januar 2022 wurde sie ebenfalls nominiert. Beim Turnier wurde sie im ersten Gruppenspiel gegen Myanmar zur zweiten Halbzeit eingewechselt. Im zweiten Gruppenspiel gegen Vietnam spielte sie 90 Minuten, dann saß zweimal auf der Bank. Im Halbfinale gegen China wurde sie in der 64. Minute beim Stand von 1:1 eingewechselt. Am Ende stand es nach 120 Minuten 2:2, im  daher notwendigen Elfmeterschießen verloren sie mit 3:4. Durch den Halbfinaleinzug hatten sich die Japanerinnen aber bereits als erste Mannschaft nach den Gastgeberinnen für die WM 2023 qualifiziert.
Am 13. Juni 2023 wurde sie für die WM-Endrunde nominiert.  Bei der WM, die für die Japanerinnen mit einer Viertelfinalniederlage gegen Schweden endete, wurde sie in vier der fünf Spiele ihrer Mannschaft eingesetzt und erzielte ein Tor beim 5:0-Sieg im ersten Gruppenspiel gegen Sambia.

## Erfolge

### Verein
Nippon TV Beleza
- Nihon Joshi Soccer League: 2018, 2019

### Nationalmannschaft
- U-19-Asienmeisterschaft 2017
- U-20-Weltmeisterschaft: 2018
- Ostasienmeisterschaft: 2019